# Carletto Gavoglio
Carletto Gavoglio (Genova, 15 agosto 1916 – Russia, 30 dicembre 1942) è stato un militare italiano insignito della medaglia d'oro al valor militare alla memoria nel corso della seconda guerra mondiale.

## Biografia
Nacque a Genova il 15 agosto 1916.  Diplomatosi in ragioneria, nel 1938 fu arruolato nel Regio Esercito ed ammesso a frequentare la Scuola allievi ufficiali di Bassano del Grappa e nel 1939 venne nominato sottotenente di complemento dell'arma di fanteria, specialità alpini. Assegnato al 3º Reggimento alpini, dopo la dichiarazione di guerra a Francia e Gran Bretagna, il 10 giugno 1940, partecipò alle operazioni belliche sulla frontiera occidentale.  Posto in congedo nel luglio successivo, venne richiamato in servizio attivo nell'aprile 1941 ed inviato al battaglione alpini "Cividale" dell'8º Reggimento alpini, allora dislocato nel territorio della Jugoslavia occupata. Rientrato in Italia dopo aver partecipato per un anno alle operazioni di contrasto alla guerriglia, nell'agosto 1942 partì con il reggimento, inquadrato nella 3ª Divisione alpina "Julia",  per l'Unione Sovietica.
Sul fronte orientale, in una quota denominata dai tedeschi "Signal", alta circa 176 m, ma che rivestiva una grande importanza tattica si distinse in combattimento. Persa dal reparto tedesco che la presidiava fu riconquistata dal battaglione alpini "Gemona" il 30 dicembre e riconsegnata ai tedeschi. I russi, valutando ne l'importanza strategica, concentrano nuove truppe e la riconquistano, presidiandola in maniera massiccia.
Il battaglione alpini "Cividale" ricevette l'ordine di riconquistarla, e per tre giorni le sue compagnie si dissanguarono in una serie di attacchi e di azioni difensive dai contrattacchi lanciati dai russi. La quota fu conquistata e persa più volte, ma alla fine rimase definitivamente in mano agli italiani. I tre giorni e più di combattimento dimezzarono gli effettivi del battaglione, ed in questo fatto d'arme anche lui trovò la morte, colpito da una raffica di mitragliatrice.
Nel museo degli alpini di Savignone (provincia di Genava) è conservato il suo piastrino.